# Cartagena, Colombia
Cartagena còn được biết đến trong thời kỳ thuộc địa là Cartagena de Indias (tiếng Tây Ban Nha: Cartagena de Indias [kaɾtaˈxena ðe ˈindjas] ⓘ) là một cảng lớn được thành lập vào năm 1533, nằm trên bờ biển phía bắc của Colombia thuộc vùng Caribe. Nó nằm ở vị trí chiến lược giữa sông Magdalena và Sinú, trở thành cảng chính cho giao thương giữa Tây Ban Nha và ngoại quốc, thiết lập như là một khu vực có tầm quan trọng vào đầu những năm 1540. Trong thời kỳ thuộc địa, đây là cảng chính để xuất khẩu bạc của Peru sang Tây Ban Nha và nhập nô lệ châu Phi theo Asiento. Nó có thể phòng thủ trước các cuộc tấn công của cướp biển ở vùng biển Caribe.  Đây là thủ phủ của tỉnh Bolívar và có dân số 971.592 người vào năm 2016. Đây là thành phố lớn thứ năm của đất nước và lớn thứ hai tại khu vực Caribe của Colombia chỉ sau Barranquilla. Khu vực đô thị của Cartagena cũng là khu vực đô thị lớn thứ năm cả nước. Các hoạt động kinh tế bao gồm các ngành công nghiệp hàng hải và hóa dầu, cũng như du lịch.
Thành phố được thành lập vào ngày 1 tháng 6 năm 1533 và được đặt tên theo thành phố Cartagena của Tây Ban Nha. Khu vực xung quanh vịnh Cartagena là nơi định cư của nhiều người dân bản địa từ năm 4000 trước Công nguyên. Trong thời kỳ thuộc địa Tây Ban Nha, Cartagena đóng vai trò chủ chốt trong việc điều hành và mở rộng đế chế Tây Ban Nha. Đó là một trung tâm của hoạt động chính trị, giáo hội Công giáo và kinh tế. Năm 1984, thành phố và pháo đài thuộc địa của Cartagena được UNESCO công nhận là Di sản thế giới.

## Lịch sử

### Thời kỳ tiền Colombo
Văn hóa Puerto Hormiga được tìm thấy trong khu vực bờ biển Caribe, đặc biệt là khu vực từ đồng bằng châu thổ sông Sinú đến vịnh Cartagena, dường như là cộng đồng dân cư đầu tiên tại khu vực Colombia ngày nay. Các nhà khảo cổ học ước tính rằng khoảng năm 4.000 TCN, văn hóa này hình thành tại khu vực gần ranh giới giữa Bolívar và Sucre ngày nay. Trong khu vực này, các nhà khảo cổ đã tìm thấy những đồ vật gốm cổ xưa nhất châu Mỹ, có niên đại khoảng 4000 năm TCN. Lý do chính cho sự phát triển của xã hội nguyên thủy trong khu vực này được cho là bởi khí hậu tương đối ôn hòa và sự phong phú của động vật hoang dã, cho phép cư dân săn bắn và có một cuộc sống thoải mái.
Các cuộc điều tra khảo cổ cho thấy sự suy tàn của văn hóa Puerto Hormiga và các khu định cư liên quan vào khoảng năm 3000 TCN. Sự trỗi dậy của một nền văn hóa phát triển hơn nhiều được gọi là Monsú, phát triển ở cuối Kênh đào Dique gần khu vực ngày nay là Pasacaballos và Ciénaga Honda ở phần cực bắc của đảo Barú đã được đưa ra giả thuyết. Văn hóa Monsú dường như đã kế thừa việc sử dụng nghệ thuật gốm của văn hóa Puerto Hormiga và cũng đã phát triển một nền kinh tế hỗn hợp giữa nông nghiệp và sản xuất cơ bản. Chế độ ăn uống của họ chủ yếu dựa vào động vật có vỏ và cá.